# Bzinitz
Bzinitz, polnisch Bzinica Stara ist ein Ort in der Stadt- und Landgemeinde Guttentag im Powiat Oleski der Woiwodschaft Opole in Polen.

## Geografie
Bzinitz liegt fünf Kilometer südlich von Guttentag, 21 Kilometer südlich von Olesno (Rosenberg O.S.) und 38 Kilometer östlich von Opole (Oppeln).

## Geschichte
Bei der Volksabstimmung in Oberschlesien am 20. März 1921 stimmten 154 Wahlberechtigte für einen Verbleib bei Deutschland und 112 für Polen. Bzinitz verblieb beim Deutschen Reich. 1933 lebten im Ort 472 Einwohner. Am 22. Juli 1936 wurde der Ort in Erzweiler (Oberschlesien) umbenannt. 1939 hatte der Ort 504 Einwohner. Bis 1945 befand sich der Ort im Landkreis Loben (zwischenzeitlich im Landkreis Guttentag).
1945 kam der Ort unter polnische Verwaltung und wurde in Stara Bzinica umbenannt und der Woiwodschaft Schlesien angeschlossen. 1950 kam der Ort zur Woiwodschaft Oppeln. Von 1975 bis 1998 befand sich der Ort in der Woiwodschaft Tschenstochau. 1999 kam der Ort zur Woiwodschaft Oppeln und zum Powiat Oleski. 2007 wurde der Ort in Bzinica Stara umbenannt. Am 4. Juli 2008 erhielt der Ort zusätzlich den amtlichen deutschen Ortsnamen Bzinitz.